# Monte da Penha
Monte da Penha ou Monte de Santa Catarina é o ponto mais elevado da área urbana de Guimarães e a partir do seu topo que ascende a 586 metros de altitude, onde está localizada uma estátua do Papa Pio IX, é possível alcançar vistas magníficas, que podem estender-se até ao oceano.
A Montanha da Penha, graças às suas características naturais, constitui um dos grandes pontos de atracção turística de Guimarães, podendo desfrutar de uma paisagem natural única. Possui vários equipamentos dos quais se podem salientar: um parque de campismo, um campo de minigolfe, um minitrem turístico, um Centro Equestre, áreas de passeio e picnic. Para além destes equipamentos, existem também outros pontos de interesse, como por exemplo: monumentos, grutas, miradouros.
A classificação da Penha como estância turística ocorreu em 1923, através do Decreto n.º 8894, de 05 de junho de 1923, assinado pelo então ministro João Vaz Guedes. 
Um dos locais mais importantes existentes na Montanha da Penha é o Santuário da Penha. Este santuário é um centro de peregrinação muito importante, ao qual ocorrem muitos fiéis, principalmente na época de Verão.
Os visitantes e turistas que pretendam deslocar-se à Montanha da Penha poderão fazê-lo através do teleférico, apreciando assim a magnífica paisagem que separa o vale e a montanha de Guimarães.

## Abrigos rupestres da Penha
Os Abrigos rupestres da Penha ou Estação Arqueológica da Penha são um sítio pré e proto-histórico situado no Monte da Penha.
O espaço natural deste Monte está pontuado por vários afloramentos graníticos, que constituíram abrigos para actos de celebração no Calcolítico e na Idade do Bronze. O abundante espólio arqueológico recolhido nessas cavidade naturais é constituído por fragmentos cerâmicos, diversos tipos de objectos líticos e metálicos que podem ser apreciados no Museu da Sociedade Martins Sarmento, em Guimarães, no Museu de Viana do Castelo e no Museu Nacional de Arqueologia.
Este sítio arqueológico está classificado como Imóvel de Interesse Público desde 1953.

## Galeria

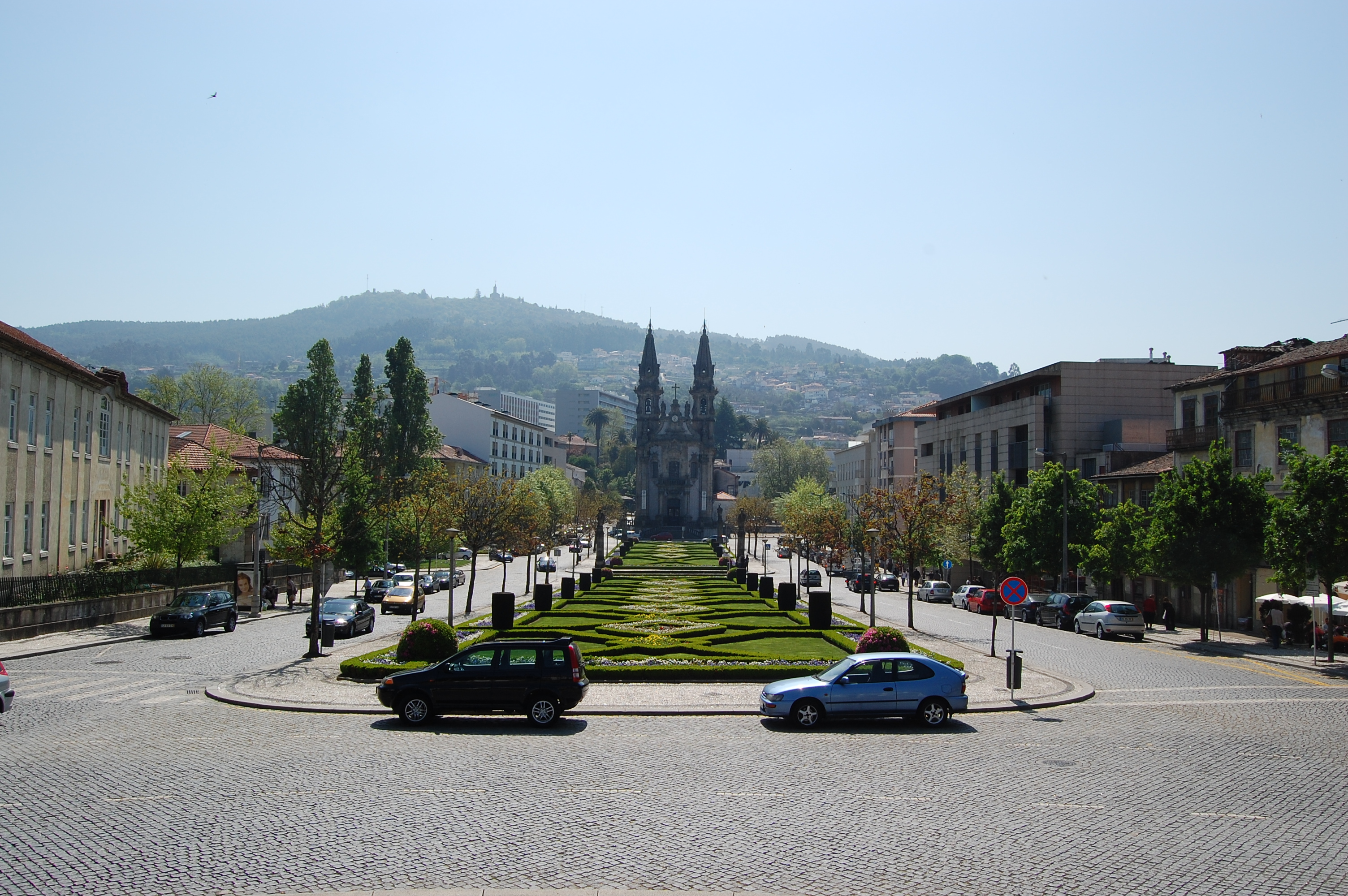
Monte da Penha visto de Guimarães
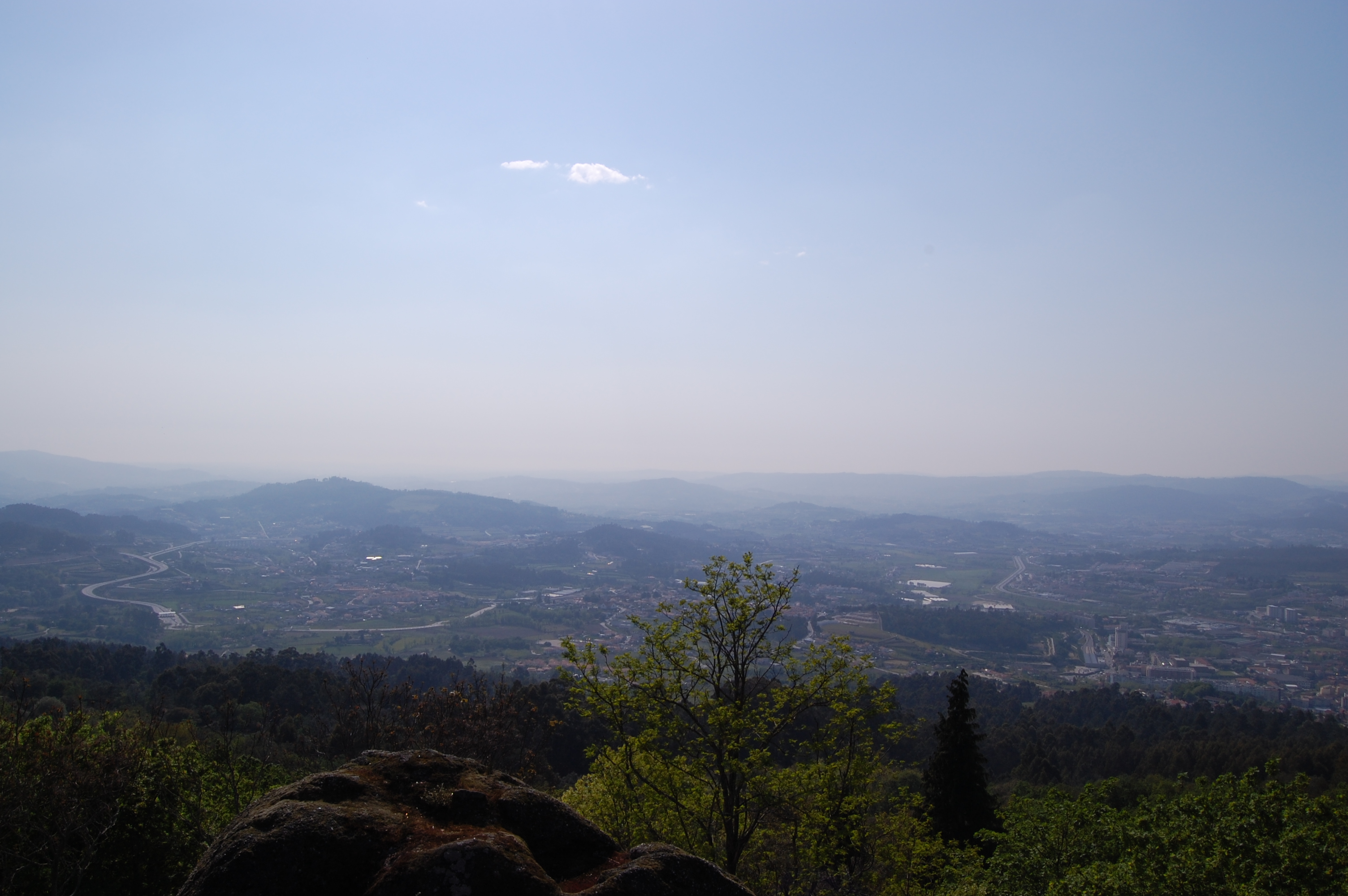
Vista Panorâmica desde o Monte da Penha
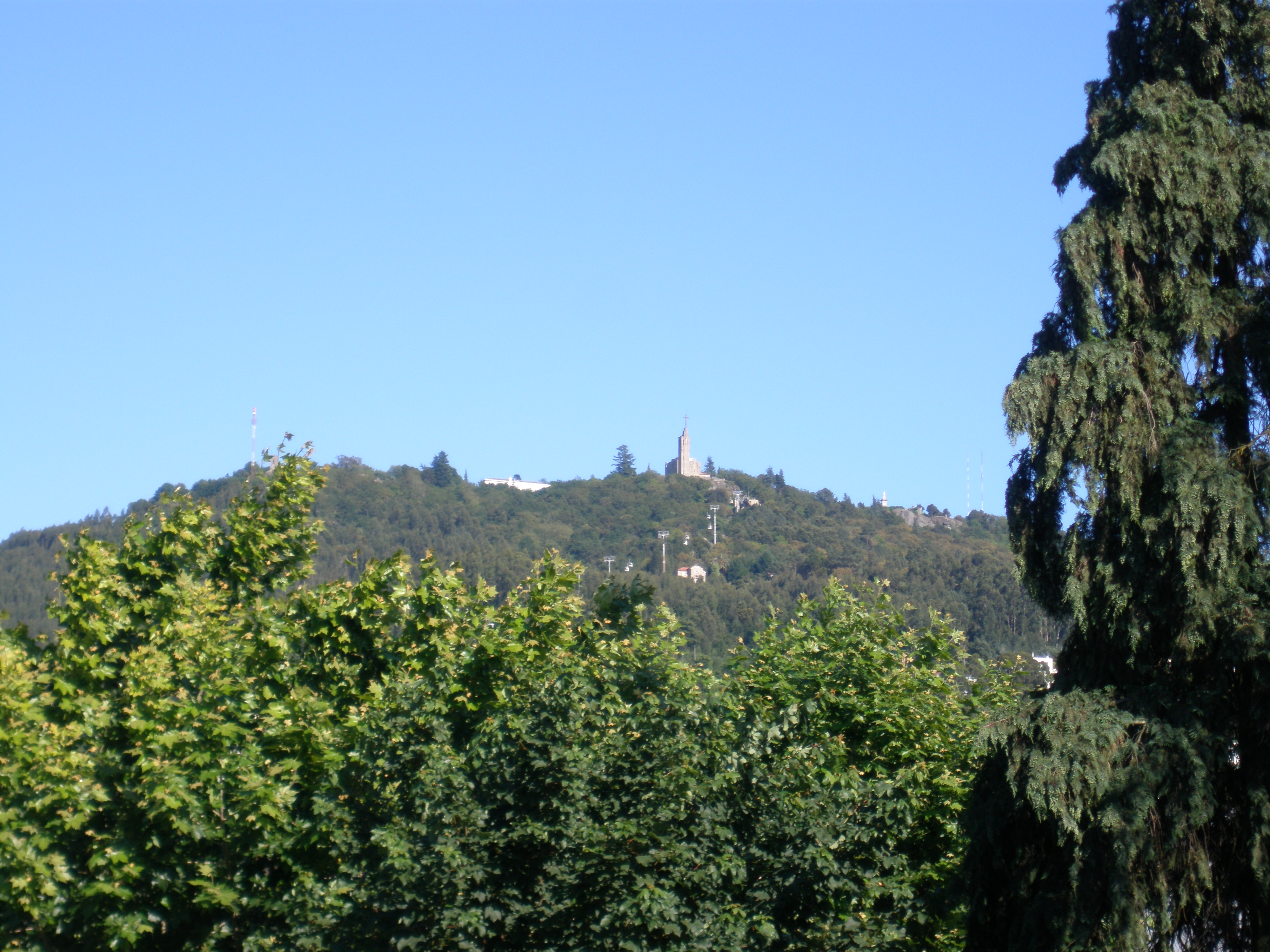
Vista do Teleférico montanha acima.